# 徳川慶壽
- 德川 慶壽
- 徳川 慶寿

徳川 慶壽（とくがわ よしとし）は、江戸時代後期の武士。御三卿・一橋家の7代当主。

## 生涯
文政6年（1823年）3月4日、田安家当主・徳川斉匡の五男として田安邸で生まれる。母は八木氏。幼名は房之助。
天保9年（1838年）5月24日、一橋家の家督を継ぐ（「系譜（田安徳川）」）。同年9月25日、元服し、将軍徳川家慶から偏諱を受けて慶壽と名乗り、従三位左近衛権中将兼民部卿に叙任される。同年11月15日、一橋邸へ移る。
天保12年（1841年）12月2日、伏見宮貞敬親王の娘・直子と婚姻する。
弘化3年（1846年）12月1日、参議に任じられた。
弘化4年（1847年）5月7日、25歳で死去した。法号は承休院。東叡山寛永寺・凌雲院に葬られた。
同日、尾張藩藩主・徳川斉荘（元田安家4代当主）の子である昌丸が跡を継いだ。
嘉永6年（1853年）2月10日、権中納言が追贈された。